# Alstäde skog

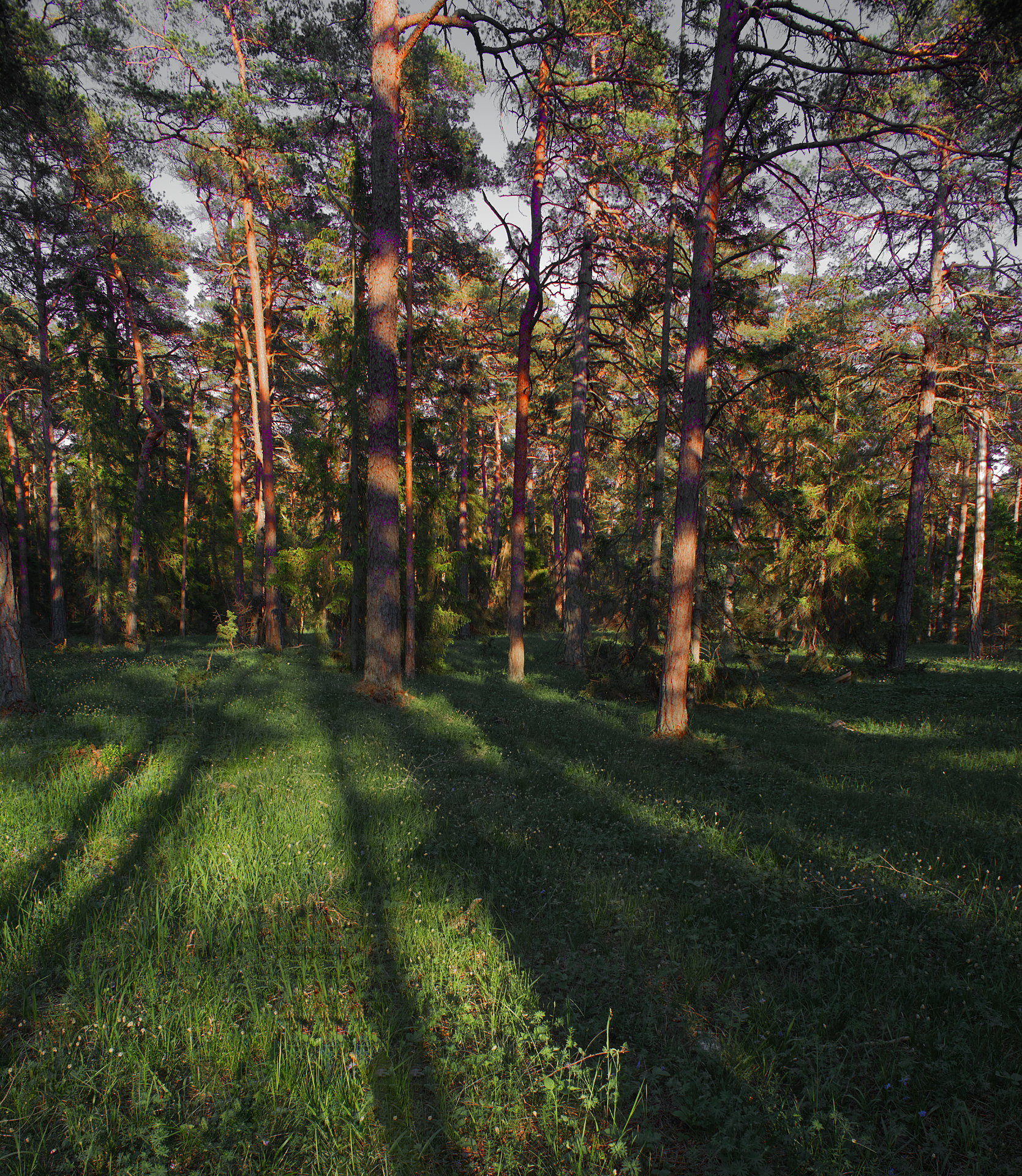
Reservatsbeskrivningen tar upp de grova tallarna och den långa varsamma hävden. På platsen känns skogen som blandskogar var förr, med en blandning av gamla och yngre träd, tall och gran och lite löv. Här och var fina gläntor. Bilden tagen mot aftonen då de höga träden gav långa skuggor.

Alstäde skog är ett naturreservat i Fröjels socken i Region Gotland på Gotland.
Området är naturskyddat sedan 2007 och är 55 hektar stort. Reservatet består av gammal barrskog delvis belägen på en brant sluttning. 